# Tanja Kinkel

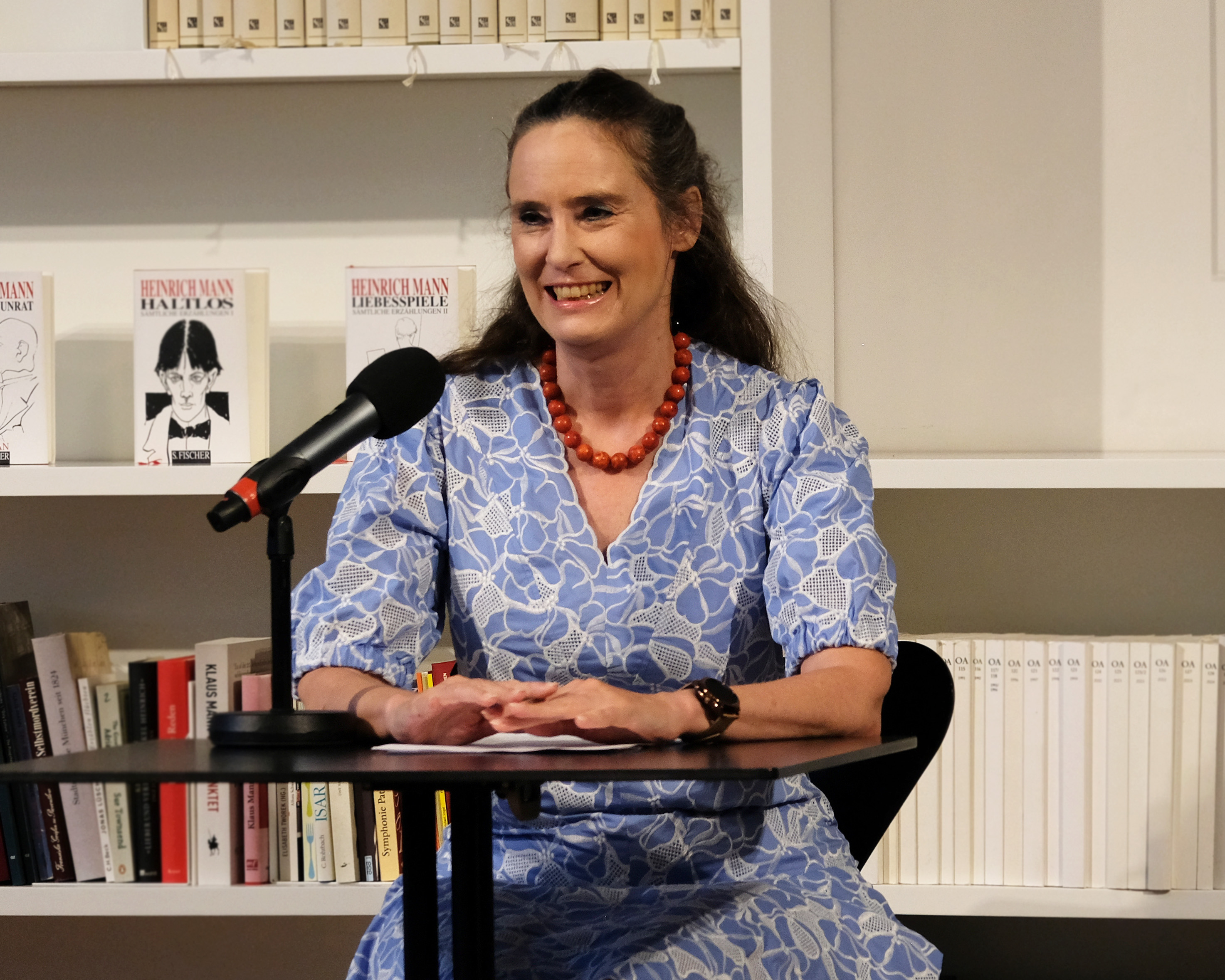
Tanja Kinkel (2024)

Tanja Kinkel (* 27. September 1969 in Bamberg) ist eine deutsche Schriftstellerin, die unter anderem als Verfasserin historischer Romane bekannt wurde. Sie lebt in München.

## Leben und Werk
Tanja Kinkel wuchs in Bamberg auf und begann mit acht Jahren Geschichten und Gedichte zu schreiben. 1978 gewann sie einen Jugendliteraturpreis und 1979 schrieb sie ihren ersten Roman. 1987 erhielt sie den 1. Preis beim Fränkischen Jugendliteratur-Wettbewerb für den besten Einzeltext.
Nach dem Abitur am Kaiser-Heinrich-Gymnasium in Bamberg begann sie im Jahr 1988 ein Studium der Germanistik, Theater- und Kommunikationswissenschaft an der Ludwig-Maximilians-Universität in München. 1991 bekam Kinkel ein Stipendium an der Hochschule für Fernsehen und Film München, das sie für ein Drehbuchstudium nutzte. 1992 folgte ein Förderpreis des Freistaates Bayern für junge Schriftsteller. Im gleichen Jahr gründete sie den eingetragenen Verein „Brot und Bücher“, der die Bildung von Kindern in Afrika, Deutschland und Indien fördert. 1995 hatte sie einen Förderaufenthalt des deutschen Innenministeriums in der „Casa Baldi“ in Olevano Romano bei Rom und erhielt 1996 ein Stipendium in der Villa Aurora in Los Angeles.
1997 wurde sie mit einer Arbeit über das Werk Lion Feuchtwangers promoviert. Sie war 2001 Gründungsmitglied der Internationalen Feuchtwanger Gesellschaft in Los Angeles. Von 2001 bis zu seiner Auflösung Ende 2002 war sie im Beirat des Bertelsmann Buchclubs. Seit 2002 wirbt sie als „Botschafterin der Stadt Bamberg“ für ihre Heimatstadt.
Kinkel ist Mitglied im PEN-Zentrum Deutschland und im Bundesverband junger Autoren und Autorinnen e. V. (BVjA). Seit 2004 ist sie Mitglied der Münchner Turmschreiber.
Das Bayerische Staatsministerium für Unterricht, Kultus, Wissenschaft und Kunst berief sie 2006 in das Kuratorium des Internationalen Künstlerhauses Villa Concordia, Bamberg. Im selben Jahr wurde Kinkel im Rahmen der Ausstellung 100 Köpfe von morgen als kreative Leistungsträgerin gewürdigt.
2007 wird sie Schirmherrin beim Bundesverband Kinderhospiz.
Ende 2002 beteiligte sie sich an einer Hommage an Michael Endes Die Unendliche Geschichte, Ergebnis der Auseinandersetzung mit Endes fantastischer Welt war der 2003 erschienene Roman Der König der Narren. Mit Schlaf der Vernunft widmete sie sich im Jahr 2015 erstmals einem Stoff der jüngeren Vergangenheit, dem Deutschen Herbst des Jahres 1977.
Im Jahr 2017 war Tanja Kinkel Turmschreiberin in der mittelfränkischen Kleinstadt Abenberg, als erste Frau, die diese Position innehatte. Im Ergebnis ihrer dortigen Tätigkeit legte sie den Erzählband Stimmen aus Abenberg vor. Ebenfalls 2017 wurde die Verfilmung ihres dritten Romans Die Puppenspieler in zwei Teilen in der ARD ausgestrahlt. 2020 erschien beim Hörbuchanbieter Audible ihre erste für das Hören konzipierte Serie Die Gefängnisärztin.
Seit 2015 Gastdozentin an der Universität Zürich; Lehrauftrag im Modul „Geschichte und Medien: Wie die Geschichte zu den Medien kommt“.
Seit 2018 Gastdozentin an der Hochschule für Fernsehen und Film (HFF) München; Lehrauftrag „Recherche“. 
Seit Dezember 2019 Präsidentin der Internationalen Feuchtwanger Gesellschaft, Los Angeles.

## Werke

### Romane
- Wahnsinn, der das Herz zerfrißt. Goldmann Verlag München 1990, ISBN 978-3-44209-729-6.
- Die Löwin von Aquitanien. Goldmann Verlag München 1991, ISBN 978-3-44241-158-0.
- Die Puppenspieler. Goldmann Verlag München 1993, ISBN 978-3-44242-955-4.
- Mondlaub. Goldmann Verlag, München 1995, ISBN 978-3-44242-233-3.
- Die Schatten von La Rochelle. Goldmann Verlag München 1996, ISBN 978-3-44244-084-9.
- Die Prinzen und der Drache. cbj Stuttgart 1997, ISBN 978-3-57026-003-6.
- Unter dem Zwillingsstern. Blanvalet Verlag 1998, ISBN 978-3-76452-559-0.
- Die Söhne der Wölfin. Blanvalet Verlag München 2000, ISBN 978-3-76452-560-6.
- Der König der Narren. München 2003, ISBN 978-3-40102-462-2.
- Götterdämmerung. Droemer Knaur Frankfurt 2004, ISBN 978-3-42662-816-4.
- Venuswurf. Knaur Taschenbuch München 2006, ISBN 978-3-42663-506-3.
- Säulen der Ewigkeit. Knaur Taschenbuch München 2008, ISBN 978-3-42651-225-8.
- Im Schatten der Königin. Droemer Knaur München 2010, ISBN 978-3-42619-817-9.
- Das Spiel der Nachtigall. Droemer Knaur München 2011, ISBN 978-3-42619-818-6.
- Verführung. Knaur Taschenbuch München 2013, ISBN 978-3-42651-287-6.
- Manduchai, die letzte Kriegerkönigin. Droemer Knaur München 2014, ISBN 978-3-42630-489-1.
- Schlaf der Vernunft. Droemer Knaur München 2015, ISBN 978-3-42619-967-1.
- Grimms Morde. Droemer Knaur München 2017, ISBN 978-3-42630-661-1.
- Die Friedensforscherin. Perry-Rhodan-Storys (E-Book, EPUB), Rastatt 2021, ISBN 978-3-84535-156-8.
- Im Wind der Freiheit. Hoffmann und Campe 2025, ISBN 978-3-455-01926-1.

### Erzählungen
- 2017 Stimmen aus Abenberg

#### Schauspiel
- 2002 Premiere des Dramoletts Gottesurteil auf dem Domplatz in Bamberg
- 2007 Ihr sollt dem Kaiser geben, was des Kaisers ist und Bitte für uns Sünder

### Hörspiel
- 2020 Die Gefängnisärztin, Audible Hörbuchserie

## Auszeichnungen
- 2000: Kulturpreis der oberfränkischen Wirtschaft (IHK für Oberfranken)
- 2009: Sozialpreis Martinsmantel des Sankt Michaelsbundes für die Gründung des Vereins Brot und Bücher.
- 2014: Kulturpreis der Oberfrankenstiftung
- 2015: Goldener Homer in der Kategorie Biographie für Manduchai – die letzte Kriegerkönigin
- 2018: E.-T.-A.-Hoffmann-Preis der Stadt Bamberg[9]
- 2021 Bayerischer Verdienstorden[10]